# Kaygusuz Abdal
Kaygusuz Abdal (gest. 1444)  war ein Sufi-Dichter und Begründer der Alevi-Bektaschi-Literatur. Er wurde in der zweiten Hälfte des 14. Jahrhunderts geboren. Es existieren keine Quellen über sein Leben. Was über ihn bekannt ist, wurde vermutlich erst 150 Jahre nach seinem Tod aufgezeichnet. Demnach lautet sein richtiger Name Gaybi und er sei der Sohn des Beys des Sandschaks Alâiye (Alanya). Er habe eine gute Ausbildung genossen und sei ein ausgezeichneter Pehlivan (Ringer), Reiter, Bogenschütze und Schwertkämpfer gewesen, was auf seine aristokratische Herkunft verweist. Während einer Jagd habe er mit einem Pfeil auf einen Hirsch geschossen und sei bei der Verfolgung des Tieres zum Derwisch-Konvent von Abdal Musa in Elmalı gelangt. Die hier anwesenden Derwische habe er nach dem Verbleib des Tieres gefragt, woraufhin diese verneinten. Nachdem Abdal Musa ihn zu sich gerufen und ihm einen Pfeil gezeigt hatte, der in seiner linken Flanke steckte, sei Kaygusuz Abdal dessen Murid geworden und habe Abdal Musa 40 Jahre gedient. Kaygusuz Abdal soll den Haddsch vollzogen und dabei zahlreiche Länder und Städte bereist haben.
Aus einem der Gedichte von Kaygusuz Abdal wird aus der Erwähnung von Alâyi geschlossen, sein wirklicher Name habe Alâeddin gelautet, allerdings ist dies nur eine Nispe (Beiname), die über seine Herkunft Auskunft gibt.

## Werke
Seine Werke sind zum Teil lückenhaft überliefert.
- Budalanâme
- Kitâb-ı Miglâte
- Vücudnâme
- Dilgüşâ
- Saraynâme
- Divân
- Mesnevi

## Weiterführende Verweise
- Abdurrahman Güzel, Kaygusuz Abdal, Ankara 1981, Kültür Bakanlığı [Kulturministerium], Doğumunun 100. yılında Atatürk yayınları [Publikationen zum 100. Geburtstag Atatürks] 29
- Türk Halk Şiiri, Asım Bezirci, Say Yayınları, 1993

| Personendaten    | Personendaten                                            |
| ---------------- | -------------------------------------------------------- |
| NAME             | Abdal, Kaygusuz                                          |
| KURZBESCHREIBUNG | Sufi-Dichter und Begründer der Alevi-Bektaschi-Literatur |
| GEBURTSDATUM     | 14. Jahrhundert                                          |
| STERBEDATUM      | 1444                                                     |